# Michael Christie (director)
Michael Christie (nacido el 30 de junio de 1974 en Buffalo) es un director de orquesta estadounidense. Se graduó en el Conservatorio de Música de la Oberlin College con el título de licenciado en trompeta. Estudió dirección de orquesta con Peter Jaffe, Eiji Oue, y Robert Spano.
Christie consiguió reconocimiento internacional en 1995, cuando recibió un premio especial en el First International Sibelius Conductor’s Competition en Helsinki, a los 21 años. Tras el concurso, se convirtió en un aprendiz de director con la Orquesta Sinfónica de Chicago y posteriormente trabajó con Daniel Barenboim, dirigiendo en Chicago y en el Staatsoper Unter den Linden. De 1996 a 1998 fue director asociado de la Orquesta Filarmónica de Helsinki. Franz Welser-Möst nombró a Christie director asistente en la Ópera de Zúrich para las temporadas de 1997-1998.
Christie ha sido director musical del Festival de Música de Colorado en Boulder desde el año 2000. En diciembre de 2004, Christie fue nombrado director musical de la Orquesta Sinfónica de Phoenix, con un contrato inicial de 2005 a 2010. En febrero de 2008, la orquesta anunció la ampliación de su contrato hasta 2015. En agosto de 2005, Christie fue nombrado director musical de la Orquesta Filarmónica de Brooklyn, con un contrato inicial de 3 años. Su primer concierto con la Filarmónica de Brooklyn como director musical fue en febrero de 2006. En septiembre de 2007, la Orquesta Filarmónica de Brooklyn, anunció la ampliación del contrato de Christie con la orquesta para la temporada 2009-2010.
De 2001 a diciembre de 2004, Christie fue director titular de la Queensland Orchestra, siendo en la actualidad el principal director invitado.